# Nagłowice
Nagłowice – wieś sołecka w Polsce położona w województwie świętokrzyskim, w powiecie jędrzejowskim, w gminie Nagłowice. Miejscowość jest siedzibą gminy Nagłowice.
W latach 1954–1972 wieś należała i była siedzibą władz gromady Nagłowice. W latach 1973–197 miejscowość była siedzibą gminy Nagłowice-Oksa. W latach 1975–1998 miejscowość administracyjnie należała do województwa kieleckiego.
W Nagłowicach przez pewien czas mieszkał i tworzył „ojciec literatury polskiej” – Mikołaj Rej.

## Położenie
Wieś położona jest na Płaskowyżu Jędrzejowskim, 15 km na północny zachód od Jędrzejowa. 4 km na północ od miejscowości przepływa rzeka Biała Nida. W Nagłowicach znajduje się skrzyżowanie drogi krajowej nr 78, z drogą wojewódzką nr 742. W miejscowości występują pokłady torfu oraz kamienia wapiennego.
Przez wieś przechodzi  niebieska ścieżka rowerowa do Radkowa.

## Części wsi
| SIMC    | Nazwa         | Rodzaj     |
| ------- | ------------- | ---------- |
| 0254829 | Huta          | część wsi  |
| 0254835 | Krztyk        | przysiółek |
| 0254841 | Marianów      | przysiółek |
| 0254864 | Wilcza Grobla | przysiółek |

## Historia
Pierwsza wzmianka o Nagłowicach pochodzi z 1269 r. Wówczas to książę Bolesław Wstydliwy nadał wojewodzie krakowskiemu Sulkowi trzy łany ziemi w Nagłowicach i Łątczynie. Sulko oddał te łany klasztorowi jędrzejowskiemu, w zamian za części w Krzesławicach. W 1369 r. Kazimierz Wielki wydał przywilej na założenie miasta Przyrowa wywodzącemu się z Nagłowic Jakubowi Rechickiemu.

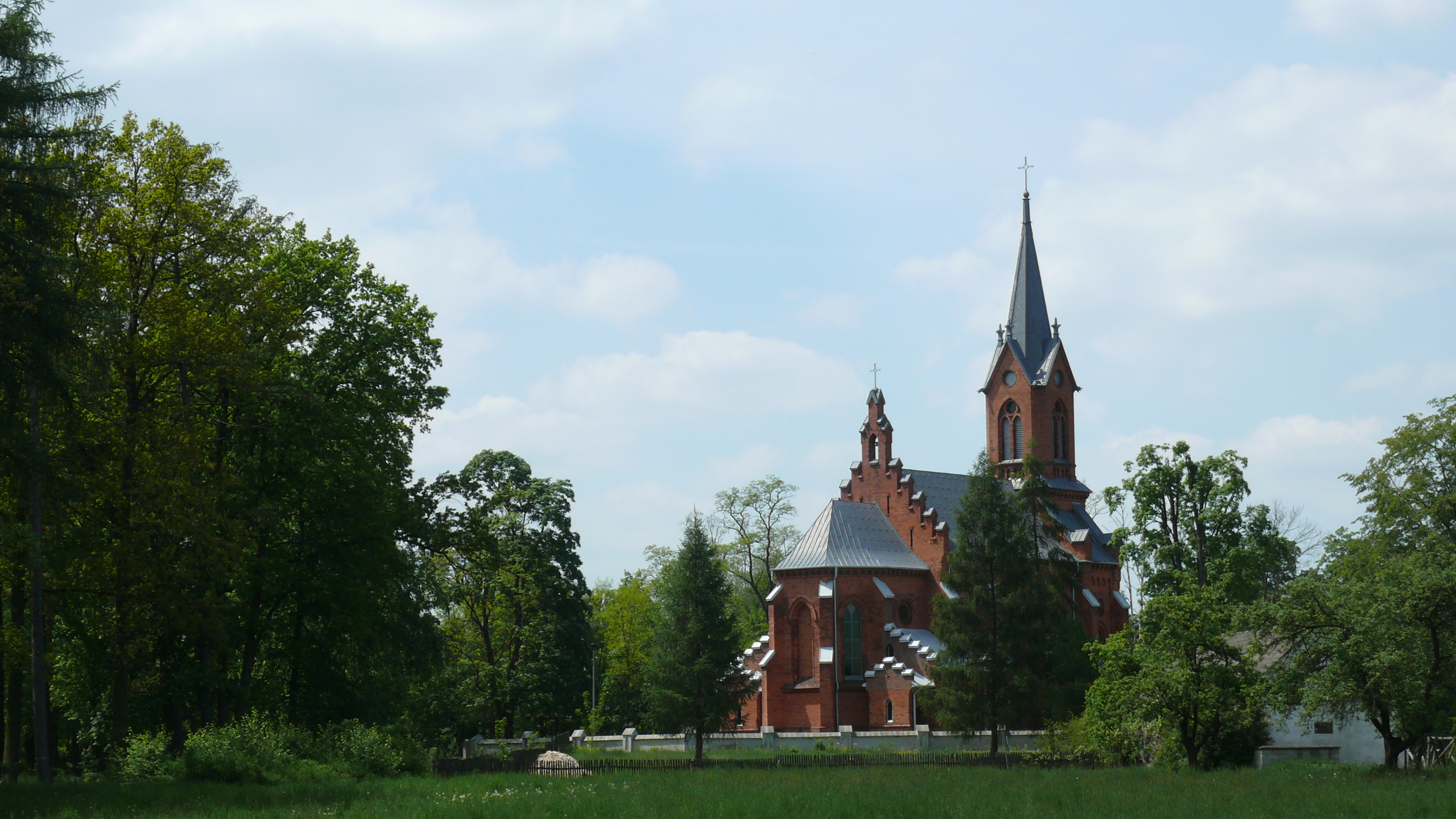
Kościół w Nagłowicach

Na początku XV w. Nagłowice znalazły się w posiadaniu Rejów. Wśród walczących pod Grunwaldem Jan Długosz wymienia Jana Reja z Nagłowic (Johannes Rey de Naglowycze de armis Okscha). W 1434 r. wieś była własnością Jana Reja, sędziego sandomierskiego. Jego syn Mikołaj, pisał się na Nagłowicach i Topoli. W 1465 r. wziął on w zastaw wsie Żerniki i Brzeźno za 1000 czerwonych złotych. Po jego śmierci przed 1497 r., wieś przeszła na własność jego żony Barbary oraz synów Piotra i Stanisława. Piotr jako dziedzic Nagłowic wymieniony został jeszcze w źródle z 1537 r. Jego brat Stanisław przeniósł się na Ruś i osiadł w Żurawnie nad Dniestrem.
Synem Stanisława był poeta Mikołaj Rej, który odziedziczył Nagłowice po swym stryju Piotrze. W aktach z 1545 r. występuje on już jako dziedzic Nagłowic. Siedziba ta stała się centrum gospodarczej działalności Reja. Poeta skupował okoliczne wsie, w 1554 r. na gruntach wsi Tworowa założył miasto Oksza (współcześnie Oksa). Po śmierci Mikołaja posiadłość odziedziczyli jego synowie. Nie wiadomo jak długo Nagłowice pozostawały w posiadaniu Rejów. 

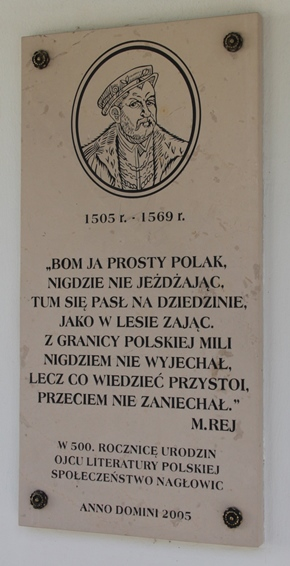
Tablica ufundowana na 500 lecie urodzin Mikołaja Reja przez społeczeństwo Nagłowic

W 1489 roku Nagłowice były wzmiankowane jako wieś należąca do powiatu lelowskiego. W drugiej połowie XV wieku w Nagłowicach powstał kościół i parafia. Między 1540 a 1550 r. kościół został zmieniony przez Mikołaja Reja na zbór kalwiński. O zborze pisał biskup Jerzy Radziwiłł, który wizytował Nagłowice między 1596 a 1598 r.
Według kalwińskich akt małopolskich w 1629 roku pastor i zbór był „zagrożony” i latem 1630 roku ostatniego pastora przeniesiono na inne miejsce, a zatem zwrócenie świątyni katolikom musiało nastąpić wtedy. W 1695 roku Bogusław Rej (1646–1700) sprzedał Nagłowice. W 1734 r. wzniesiono nowy kościół drewniany. W 1784 r. wieś stała się własnością rodziny Walewskich. W 1798 r. Antoni Walewski, podperfekt jędrzejowski, a później gubernator kielecki, wybudował w Nagłowicach dwór. Założył tu również park. Po Walewskich, dobra przeszły na własność rodziny Kosickich.
W 1827 r. było tu 364 mieszkańców i 33 domy. Pod koniec XIX w. we wsi znajdował się kościół parafialny, tartak parowy i wodny, gorzelnia, młyn oraz 45 domów.
Urodził się tu Artur Józef Linowski – porucznik kawalerii rezerwy Wojska Polskiego, Polskich Sił Zbrojnych na Zachodzie i Armii Krajowej, cichociemny.

## Zabytki

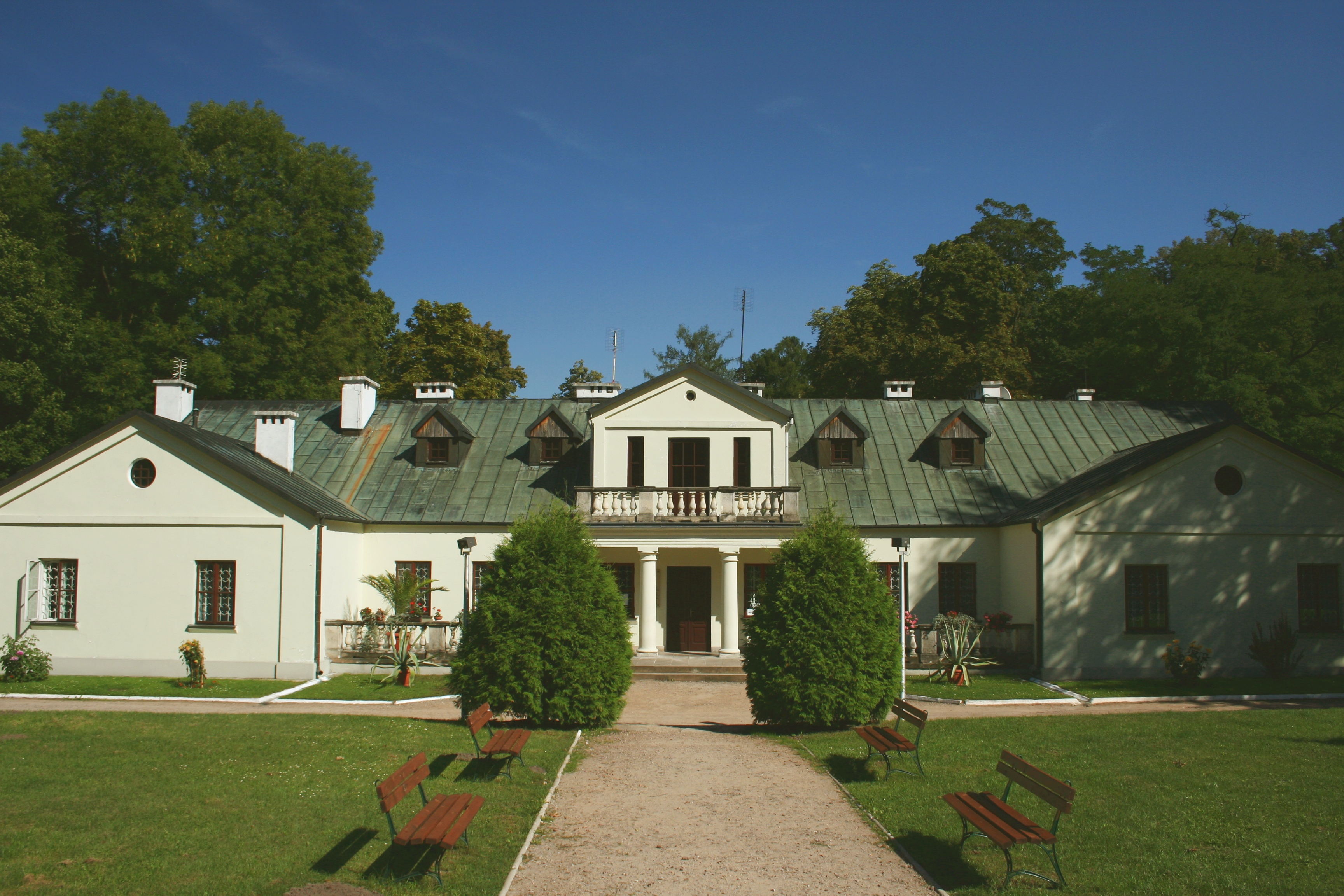
Dworek – muzeum Mikołaja Reja

- Dwór murowany rodziny Walewskich, wzniesiony po 1878 r., we wnętrzu Muzeum Mikołaja Reja z ekspozycja przedstawiającą kopie rękopisów oraz współczesne drzeworyty przedstawiające życie i dorobek pisarza. Ponadto biblioteka, kawiarenka internetowa i pokoje gościnne.
- Park angielski założony na przełomie XVII w. i XVIII w., cenny ze względu na pięć starych dębów, choina kanadyjska, orzech szary, wiązy, modrzewie i wyjątkowe na terenie Polski perukowce podolskie.

Informacje w sekcji Zabytki pochodzą z folderu Dworek Mikołaja Reja w Nagłowicach wydanego przez Gminę Nagłowice.

Dwór i park jako zespół dworski są wpisane do rejestru zabytków nieruchomych (nr rej.: A.122/1-2, z 15.11.1948, z 4.12.1956 i z 11.02.1967).

## Sport
W miejscowości działa klub piłki nożnej, Dąb Nagłowice, założony w 1983 roku.

## Kościół
Kościół parafialny w Nagłowicach, murowany, pw. M.B. Różańcowej, zbudowany w latach 1898–1906 wg projektu M.P. Plebińskiego, neogotycki, konsekrowany w 1914 r. przez bpa Augustyna Łosińskiego.
Do parafii należą: Nagłowice, Kuźnice, Rejowiec, Ślęcin.